# Teorema virialului
În mecanică, teorema virialului face legătura între media temporală a energiei cinetice totale {\displaystyle \left\langle T\right\rangle } a unui sistem stabil și media in timp a energiei potențiale totale {\displaystyle \left\langle V_{\text{TOT}}\right\rangle }. Din punct de vedere matematic teorema spune că:
{\displaystyle 2\left\langle T\right\rangle =-\sum _{k=1}^{N}\left\langle \mathbf {F} _{k}\cdot \mathbf {r} _{k}\right\rangle }
unde Fk reprezinta forta ce actioneaza asupra particulei k ce se afla la rk fata de origine.
Cuvantul virial provine din latină de la vis care înseamnă „forță” sau "„energie”. A fost introdus de către Clausius in 1870. Fritz Zwicky a fost primul care a folosit teorema virialului pentru a demonstra existența materiei negre.
Teorema virialului permite calculul mediei energiei cinetice totale pentru sisteme foarte complicate care nu permit o soluție exactă cum ar fi de exemplu în mecanica statistică. Aici energia cinetica este legată de temperatură prin teorema echipartiției, însa teorema virialului nu depinde de noțiunea de temperatură așa că poate fi aplicată și sistemelor care nu sunt în echilibru termic.
Teorema a fost generalizată în diverse moduri cum ar fi de exemplu forma tensorială.
Dacă forța dintre două particule oarecare provine dintr-un potențial V(r) = αr n care este proporțional cu puterea n a distanței dintre particule, atunci teorema capată forma simplificată:
{\displaystyle 2\langle T\rangle =n\langle V_{\text{TOT}}\rangle .}
Astfel, de doua ori media energiei cinetice totale este egală cu de n ori media energiei potențiale totale. În timp ce V(r) reprezintă energia potențială între două particule,VTOT reprezintă energia potențială totală a sistemului, adica suma potențialelor V(r) pentru toate perechile posibile de particule din sistemul respectiv.
Un exemplu este cel al unei stele care este menținută compactă de propria gravitație unde n = −1.

## Definiții ale virialului și derivata în raport cu timpul
Pentru a ințelege teorema virialului este necesară definirea mărimii G numită virialul sistemului.
Derivata acestuia in timp leagă energia cinetică T de forțele care actionează asupra particulelor.
Pentru o colecție de N particule, momentul de inerție (scalar) I față de origine este definit de ecuația
{\displaystyle I=\sum _{k=1}^{N}m_{k}\mathbf {r} _{k}^{2}=\sum _{k=1}^{N}m_{k}r_{k}^{2}}
unde mk si rk reprezintă masa și poziția particulei k. Virialul scalar G este definit de ecuația 
{\displaystyle G=\sum _{k=1}^{N}\mathbf {p} _{k}\cdot \mathbf {r} _{k}}
unde pk este impulsul particulei k. Presupunând masele constante, virialul G este 1/2 din derivata in timp a acestui moment de inerție
{\displaystyle G={\frac {1}{2}}{\frac {dI}{dt}}=\sum _{k=1}^{N}m_{k}{\frac {d\mathbf {r} _{k}}{dt}}\cdot \mathbf {r} _{k}=\sum _{k=1}^{N}\mathbf {p} _{k}\cdot \mathbf {r} _{k}.}
În schimb, derivata in timp a virialului G poate fi scrisă
{\displaystyle {\begin{aligned}{\frac {dG}{dt}}&=\sum _{k=1}^{N}\mathbf {p} _{k}\cdot {\frac {d\mathbf {r} _{k}}{dt}}+\sum _{k=1}^{N}{\frac {d\mathbf {p} _{k}}{dt}}\cdot \mathbf {r} _{k}\\&=\sum _{k=1}^{N}m_{k}{\frac {d\mathbf {r} _{k}}{dt}}\cdot {\frac {d\mathbf {r} _{k}}{dt}}+\sum _{k=1}^{N}\mathbf {F} _{k}\cdot \mathbf {r} _{k}\end{aligned}}}
sau, mai simplu,
{\displaystyle {\frac {dG}{dt}}=2T+\sum _{k=1}^{N}\mathbf {F} _{k}\cdot \mathbf {r} _{k}.}
Aici mk este masa particulei k, {\displaystyle \mathbf {F} _{k}={\frac {d\mathbf {p} _{k}}{dt}}} este forța netă ce acționează asupra acelei particule iar T este energia cinetică totală a sistemului
{\displaystyle T={\frac {1}{2}}\sum _{k=1}^{N}m_{k}v_{k}^{2}={\frac {1}{2}}\sum _{k=1}^{N}m_{k}{\frac {d\mathbf {r} _{k}}{dt}}\cdot {\frac {d\mathbf {r} _{k}}{dt}}.}

## Legătura cu energia potențială dintre particule
Forța totală care acționează asupra particulei k, {\displaystyle \mathbf {F} _{k}} este suma tuturor forțelor care acționează asupra acesteia din partea tuturor celorlalte particule din sistem (presupunem că sistemul este izolat si forțe externe nu există)
{\displaystyle \mathbf {F} _{k}=\sum _{j=1}^{N}\mathbf {F} _{jk}}
unde {\displaystyle \mathbf {F} _{jk}} este forța aplicată de către particula j asupra particulei k. Prin urmare, termenul forțelor din componența derivatei virialului poate fi scris ca
{\displaystyle \sum _{k=1}^{N}\mathbf {F} _{k}\cdot \mathbf {r} _{k}=\sum _{k=1}^{N}\sum _{j=1}^{N}\mathbf {F} _{jk}\cdot \mathbf {r} _{k}.}
Din moment ce nici o particulă nu actioneaza asupra ei inseși (adică, {\displaystyle \mathbf {F} _{jk}=0} atunci cand {\displaystyle j=k}) avem 
{\displaystyle \sum _{k=1}^{N}\mathbf {F} _{k}\cdot \mathbf {r} _{k}=\sum _{k=1}^{N}\sum _{j<>k}\mathbf {F} _{jk}\cdot \mathbf {r} _{k}=\sum _{k=1}^{N}\sum _{j<k}\mathbf {F} _{jk}\cdot \left(\mathbf {r} _{k}-\mathbf {r} _{j}\right)}
unde am presupus că legea acțiunii și reacțiunii (a treia lege a lui Newton) este valabilă, adică {\displaystyle \mathbf {F} _{jk}=-\mathbf {F} _{kj}} (forțele dintre două particule sunt opuse și egale).
Deseori forțele pot fi obținute dintr-un potențial V care este numai funcție de distanța rjk dintre particulele j și k. Din moment ce forța este minus gradientul energiei potențiale avem
{\displaystyle \mathbf {F} _{jk}=-\nabla _{\mathbf {r} _{k}}V=-{\frac {dV}{dr}}\left({\frac {\mathbf {r} _{k}-\mathbf {r} _{j}}{r_{jk}}}\right),}
care este clar antisimetrică in rk, adică opusă lui {\displaystyle \mathbf {F} _{kj}=-\nabla _{\mathbf {r} _{j}}V}. Termenul din paranteză dă doar direcția (de la j la k ) și este de modul 1. Prin urmare, termenul forțelor din derivata în timp a virialului este
{\displaystyle \sum _{k=1}^{N}\mathbf {F} _{k}\cdot \mathbf {r} _{k}=\sum _{k=1}^{N}\sum _{j<k}\mathbf {F} _{jk}\cdot \left(\mathbf {r} _{k}-\mathbf {r} _{j}\right)=-\sum _{k=1}^{N}\sum _{j<k}{\frac {dV}{dr}}{\frac {\left(\mathbf {r} _{k}-\mathbf {r} _{j}\right)^{2}}{r_{jk}}}=-\sum _{k=1}^{N}\sum _{j<k}{\frac {dV}{dr}}r_{jk}.}
Astfel avem 
{\displaystyle {\frac {dG}{dt}}=2T+\sum _{k=1}^{N}\mathbf {F} _{k}\cdot \mathbf {r} _{k}=2T-\sum _{k=1}^{N}\sum _{j<k}{\frac {dV}{dr}}r_{jk}.}

## Generalizări ale teoremei virialului
Lordul Rayleigh a publicat o generalizare a teoremei virialului in 1903. Henri Poincaré a aplicat o formă a teoremei virialului in 1911 problemei stabilității cosmologice. O formă variațională a teoremei virialului a fost dezvoltată in 1945 de către Ledoux. O formă tensorială a teoremei virialului a fost dezvoltată de catre Parker, Chandrasekhar și Fermi. Următoarea generalizare a fost facută de către Pollard în 1964 pentru cazul legii pătratice inverse
. Afirmația {\displaystyle 2\lim \limits _{\tau \rightarrow +\infty }\langle T\rangle _{\tau }=\lim \limits _{\tau \rightarrow +\infty }\langle U\rangle _{\tau }} este adevarată numai și numai dacă {\displaystyle \lim \limits _{\tau \rightarrow +\infty }{\tau }^{-2}I(\tau )=0.}.